# Província de Uíge
Uíge és una província del nord-est d'Angola. Té una superfície de 58.698 km² i una població de 1.426.354 habitants en 2014. La capital de la província és la ciutat d'Uíge. Des del punt de vista ètnic, els habitants pertanyen a diferents grups de bakongo. Parlen kikongo.

## Situació geogràfica
Situada a l'extrem nord de l'estat, és fronterera amb la República Democràtica del Congo al nord i a l'est; de la província de Malanje, al sud-est; al sud és fronterera amb les províncies de Kwanza-Nord i Bengo i a l'oest té frontera amb la província de Zaire.

## Climatologia
Hi ha dues estacions, la de les pluges, de setembre a maig i de juny a agost i l'època estival, quan es fa la collita del cafè.

## Divisió administrativa
Els municipis d'Uíge són: 
- Ambuíla
- Bembe
- Buengas
- Bungo
- Damba
- Alto Cauale
- Maquela do Zombo
- Milunga
- Mucaba
- Negaje
- Puri
- Quimbele
- Quitexe
- Sanza Pombo
- Songo
- Uíge

## Economia
- Agricultura: cafè, mandioca, palma, cacauet, batata dolça, fesols, cacau, sisal i altres menys importants.
- Mineria: coure, plata i cobalt.

## Successos
Entre l'octubre del 2004 i durant el 2005, la província d'Uíge fou el centre d'una epidèmia de Virus de Marburg, relacionat amb l'Èbola. Ha estat l'epidèmia més important del món d'aquesta febre hemorràgica.